# Amoebozoa
Amoebozoa са основна група амебовидни протозои, по-голямата част от които се движат с помощта на вътрешния цитоплазмен поток. Техните псевдоподи са характерно тъпи и наподобяващи пръсти, наречени лобоподи. Повечето от тях са едноклетъчни и са често срещани в почвите и водните местообитания, като някои са симбионти с други организми, но включват и няколко патогени. Amoebozoa включват лигавите гъби, многоядрени или многоклетъчни форми, които произвеждат спори и обикновено са видими с невъоръжено око.
Amoebozoa варират значително по големина. Много от тях са само 10 – 20 микрометра в размер, но включват и много по-големи представители. Известният вид Amoeba proteus може да достигне дължина 800 μm и отчасти за сметка на размера му често се изучава като характеристичен вид. Многоядрените амеби като Chaos и Pelomyxa може да бъдат до няколко милиметра на дължина, а някои лигави гъби обхващат площ от няколко квадратни метра.

## Обща характеристика
Клетката обикновено се разделя на грануларна централната маса, наречена ендоплазма и ясно изразен външния слой, наречена ектоплазма. По време на придвижване на ендоплазмата „потича“ напред, а ектоплазма назад по външната страна на клетката. Много амеби се придвижват с определена предна и задна част, по същество клетъчните функционират като един псевдопод. Те обикновено образуват много издутини, наречени субпсевдоподи, които имат определена дължина, но не участват пряко в движението.
Други Amoebozoa може да се образува множество субпсевдоподи, които са повече или по-малко тръбовидни и най-вече са пълни с гранула ендоплазма. Клетъчната маса потича в един водещ псевдопод, а другите се прибират, ако тя не промени посоката си.
Основният начин на хранене е от фагоцитоза: клетката заобикаля потенциални хранителни частици, като ги обхваща във вакуоли, където може да ги смели и абсорбира. Някои амеби имат задно уширение, наричано уроид, който може да послужи за натрупване на отпадъци, които периодично се отделят от останалата част на клетката. Когато храната е оскъдна, повечето видове могат да се образуват цисти, които могат да бъдат пренасяни по въздуха и да достигат до нови среди. При лигавите гъби тези структури се наричат спори и образуват стълбчета, наречени плодни тела или спорангии.
Повечето Amoebozoa нямат камшичета и въобще липсват микротубулни конструкции, освен по време на митозата. Въпреки това, камшичета се появят сред някои Archamoebae, а много лигави гъби произвеждат бифлагелатни гамети. Камшичето обикновено е закотвено с конус за микротубулите, което предполага тясната връзка с Opisthokonta. Митохондриите имат характерни разклонени тръбовидни кристи, но са били изгубени при Archamoebae.
|  | Тази страница частично или изцяло представлява превод на страницата Amoebozoa в Уикипедия на английски. Оригиналният текст, както и този превод, са защитени от Лиценза „Криейтив Комънс – Признание – Споделяне на споделеното“, а за съдържание, създадено преди юни 2009 година – от Лиценза за свободна документация на ГНУ. Прегледайте историята на редакциите на оригиналната страница, както и на преводната страница, за да видите списъка на съавторите. ВАЖНО: Този шаблон се отнася единствено до авторските права върху съдържанието на статията. Добавянето му не отменя изискването да се посочват конкретни източници на твърденията, които да бъдат благонадеждни. |